# Gabriele Altweck
Gabriele Altweck (nascida em 11 de janeiro de 1963) é uma ex-ciclista alemã.
Altweck representou Alemanha Ocidental nos Jogos Olímpicos de 1984, na prova de estrada e terminou em trigésimo terceiro lugar.